# Blue Mink
Blue Mink est un groupe de pop britannique actif entre 1969 et 1974.

## Histoire
Blue Mink est formé à l'automne 1969 par le claviériste Roger Coulam (en). Il fait appel à des musiciens avec qui il travaille aux Morgan Studios de Londres : le guitariste Alan Parker, le bassiste Herbie Flowers et le batteur Barry Morgan (en). Pour le chant, il contacte Madeline Bell (en), une chanteuse de soul, et Roger Greenaway (en), qui a connu le succès au sein du duo David and Jonathan (en) quelques années plus tôt. Si Bell accepte de rejoindre le groupe, Greenaway suggère à Coulam de contacter son partenaire d'écriture Roger Cook (en).
Le premier single de Blue Mink, Melting Pot (écrit par le duo Cook-Greenaway), est publié en octobre 1969 par Philips et se classe no 3 des ventes au Royaume-Uni. Il est suivi par un deuxième single, Good Morning Freedom (no 10), et un premier album, également intitulé Melting Pot. La pop légère de Blue Mink rencontre alors un grand succès sur le sol britannique. Après un deuxième album chez Philips, Our World, Blue Mink signe chez Regal Zonophone et décroche un nouveau no 3 avec le single The Banner Man au début de l'année 1971. L'année suivante voit la parution simultanée de deux disques, A Time of Change (avec une pochette par Hipgnosis) et Live at the Talk of the Town, enregistré en concert.
Durant l'été 1972, le groupe accueille deux nouveaux membres, la claviériste Anne Odell et le percussionniste Ray Cooper. Il publie encore deux albums et plusieurs singles, mais la mode est alors au glam rock et le succès commercial n'est plus au rendez-vous. Blue Mink se sépare après une dernière tournée américaine à la mi-1974.

## Discographie

### Albums
- 1969 : Melting Pot
- 1970 : Our World
- 1972 : A Time of Change
- 1972 : Live at the Talk of the Town (en concert)
- 1973 : Only When I Laugh
- 1974 : Fruity

### Singles
Les positions correspondent au hit-parade britannique.
- 1969 : Melting Pot (no 3)
- 1970 : Good Morning Freedom (no 10)
- 1970 : Our World (no 17)
- 1971 : The Banner Man (no 3)
- 1972 : Stay with Me (no 11)
- 1973 : By the Devil (I Was Tempted) (no 26)
- 1973 : Randy (no 9)